# Maria Rosa Ribas i Monné
Maria Rosa Ribas i Monné (Barcelona, 25 de julio de 1944, 20 de febrero de 2024) fue una compositora y pianista española. Fue profesora del Conservatorio Superior Municipal de Música de Barcelona y de la Escuela de Música Victoria de los Ángeles de San Cugat del Vallés.

## Trayectoria
Realizó sus estudios musicales en el Conservatorio de Barcelona, donde obtuvo los títulos de piano, guitarra, solfeo y composición. Fue galardonada con una Mención de Honor por fuga y con los Premios de Honor de piano, música de cámara, armonía y composición.
Fue discípula de los maestros Sofía Puche, Josep Poch, Xavier Montsalvatge y Antoni Ros Marbà, entre otros. De Carlos Guinovart recibió conocimientos de música contemporánea, y con Paul Schilhawsky trabajó específicamente el acompañamiento del lied. Ha ampliado su formación con numerosos cursos y seminarios de prestigiosos músicos como Rosalyn Turecko, Dimitri Baskiroff, Frederic Gevers, Paul Badura Skoda o Witold Lutoslawsky.
Su actividad artística se centra tanto en la interpretación como en la composición. Como pianista forma dúo con la soprano Maria Àngels Miró, con la que ha realizado numerosos conciertos, dedicando en los últimos años especial atención a la música catalana contemporánea. También ha escrito la pieza Escletxa, para tenora, violín y piano y dos obras para guitarra sola, Soledad y Desacord. Sus obras han sido interpretadas en varios países de Europa, México, Japón y también en Estados Unidos. En 2010 editó el disco Las alas del viento, con canciones musicadas por ella sobre textos del poeta leridano Màrius Torres.

## Reconocimientos
En 1980, ganó el Premio de composición Francesc Basil de Figueres, y en 1998 el primer premio Caterina Albert de composición, otorgado por la Asociación Catalana de la Mujer. En 2009, fue la ganadora del primer Concurso de Mujeres Compositoras de Sant Cugat con la obra 12 haikús japoneses, que es una pieza para voz y piano con poemas del poeta japonés Matsuo Bashō traducidos por el escritor Jordi Coca.